# Julia Seale
Pour les articles homonymes, voir Seale.
Julia Seale est une danseuse  et mime anglaise née vers 1876. Elle fut unes des élèves de Katti Lanner à ses débuts sur scène.

## Biographie
Julia Seale débute dans le monde scénique très tôt, grâce à son professeur Katti Lanner qui la fait débuter dans le pantomime à Drury Lane en 1882. Puis elle se produit à l'Aquarium et à l'Alexandra Palace à Londres.
Elle commencer à attirer l'attention à partir des années 1890. Dans ces années-là, Julia se rend en France, à Paris, où elle joue au théâtre de la Gaîté, mais surtout à l'Alhambra où on la voit dans plusieurs opéras comme Zanetta (1891) ; La Belle au bois dormant (1892) ; Don Juan (1892) ; Moujik à Chicago (1893). Elle interprète le plus souvent des rôles masculins sur scène comme celui de Cardenio dans Don Quichotte, Oberon dans Titania en 1895, un sergent-major dans Les Soldats de la Reine en 1899 ou le rôle de l'Esprit de la Tentation dans Les Chaussures Rouges et de Pierrot dans l'Amour Bohème, deux pièces dans lesquelles elle joue aux côtés de son amante Emilienne d'Alençon, la même année. L'année suivante en 1900, elle est conviée à jouer à l'Olympia et aux Folies Bergère. C'est à cette même période qu'elle rencontre le chorégraphe Alfredo Curti qui la fait jouer dans Faust, où elle joue justement le rôle de Faust, mais aussi dans Le Duc Ferrare à Venise en 1905. Elle paraît également, toujours en costume masculin, auprès de la chanteuse et actrice Gaby Deslys dans La Kraquette ainsi qu'avec Louise Willy dans le ballet Cléopâtre en 1906. On la voit aussi à New York en 1912 avec Adeline Genée dans La Carmargo, un opéra représenté au Metropolitain Opéra.
Julia Seale apparaît aussi dans le court métrage de Robert Paul, The Soldiers Courtship aux côtés de Fred Storey en 1896.
On perds sa trace dans la presse après 1916.